# Parco nazionale Francois Peron
Il Parco nazionale Francois Peron è un parco nazionale australiano, ed è situato sulla Penisola Péron nell'Australia Occidentale, a 726 km a nord di Perth ed entro i confini dell'area della Baia degli Squali. Le città più vicine al parco sono Denham, al confine meridionale, Geraldton e Carnarvon, a 80 km a nord.

## Etimologia e storia
Situata entro i confini dei primi pascoli della Stazione di Peron, l'area prende il nome dall'omonimo naturalista ed esploratore francese, che fu zoologo nelle spedizioni di Nicolas Baudin nel 1801 e 1803.
I primi abitanti dell'area sono stati gli aborigeni australiani, dove vi hanno vissuto per 26000 anni; nella loro lingua malgana, è chiamata Wulyibidi.
Tra le varee aree esplorate dai francesi, sono presenti Guichenault (nella costa orientale della penisola), Capo Lesueur (nella costa occidentale) e il lago Montbazin.
Negli anni '80 del 1800, fu fondato un campo di caccia alle perle, situato a Herald Bight; sulla spiaggia vi si trovano ancora oggi i resti delle conchiglie.
L'area fu anche usata come stazione ovina nei primi anni 1900, finché non fu venduta al governo statale nel 1990. Proprio grazie a tale acquisizione, l'8 gennaio 1993 fu etichettato come Parco Nazionale.

## Servizi

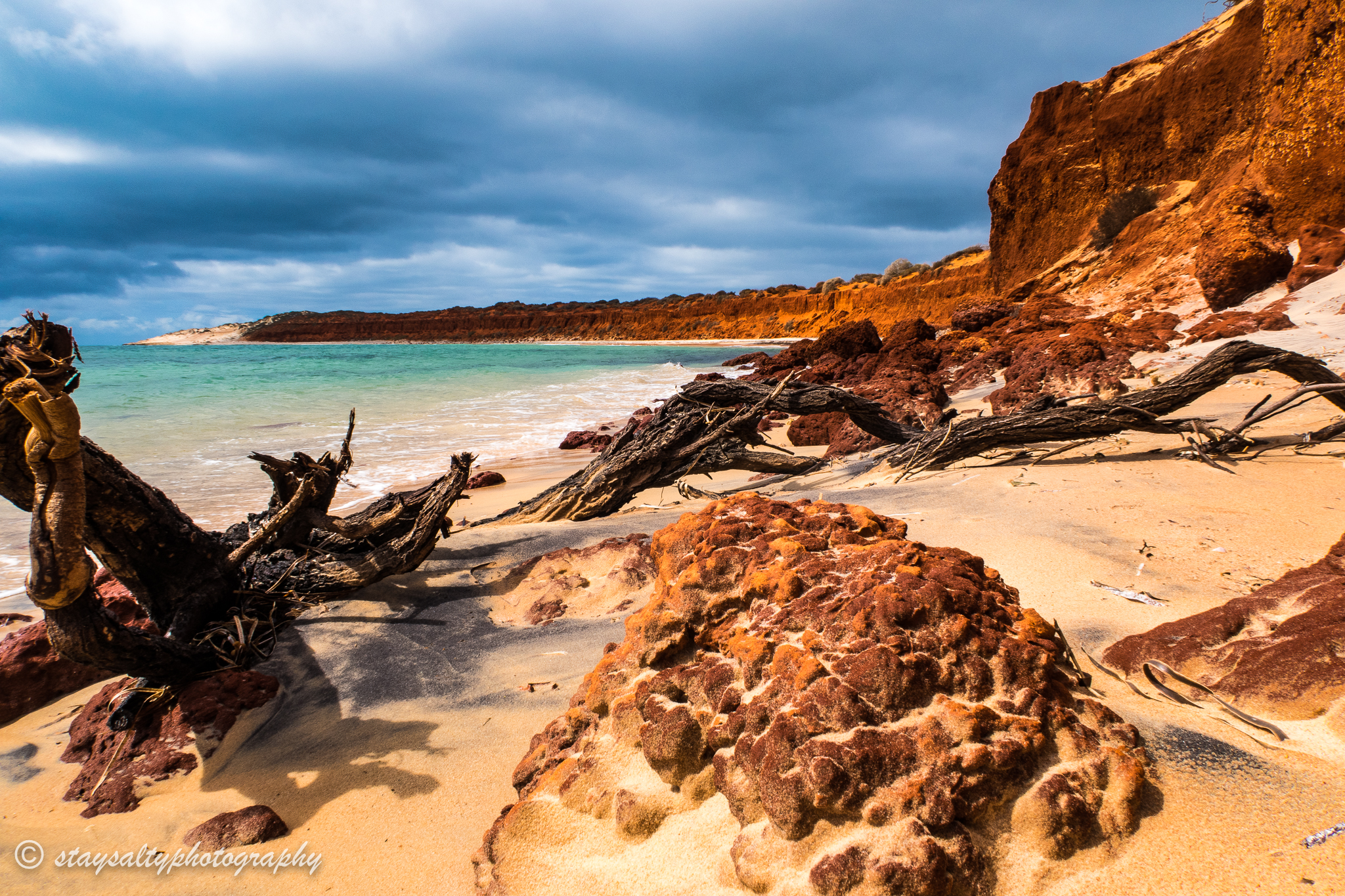
Scogliere rosse a Bottle Bay

Sulla costa occidentale della penisola si trovano varie aree da campeggio, tra cui Big Lagoon, Capo Lesueur, Cattle Well, Gregories, South Gregories e Bottle Bay.